# Campionato USF Pro 2000 2023
La stagione 2023 è la 25ª stagione del Campionato USF Pro 2000, serie propedeutica della IndyCar Series. Il campionato fino prima del 2023 era conosciuto con il nome Indy Pro 2000, ma con acquisizione della serie da parte di Penske Entertainment, nel 2022 viene rinominato.

## Team e Piloti
| Team                          | N. | Piloti               | Gare        |
| ----------------------------- | -- | -------------------- | ----------- |
| DEForce Racing                | 7  | Bijoy Garg           | Tutti       |
| DEForce Racing                | 7  | Mac Clark            | 14–15       |
| DEForce Racing                | 8  | Jorge Garciarce      | 14–15       |
| DEForce Racing                | 12 | Kiko Porto           | Tutti       |
| Exclusive Autosport           | 90 | Yuven Sundaramoorthy | 1-15        |
| Exclusive Autosport           | 91 | Salvador de Alba     | Tutti       |
| Exclusive Autosport           | 92 | Joel Granfors        | Tutti       |
| Exclusive Autosport           | 93 | Lindsay Brewer       | Tutti       |
| Exclusive Autosport           | 95 | Avery Towns          | 14–18       |
| FatBoy Racing!                | 83 | Charles Finelli      | 5-6, 8-9    |
| NeoTech Motorsport            | 81 | Nicholas Monteiro    | 1-15        |
| Jay Howard Driver Development | 4  | Ricardo Escotto      | Tutti       |
| Jay Howard Driver Development | 6  | Reece Ushijima       | 1–11        |
| Jay Howard Driver Development | 6  | Frankie Mossman      | 14–18       |
| Pabst Racing con Force Indy   | 99 | Myles Rowe           | Tutti       |
| Pabst Racing                  | 19 | Jordan Missig        | Tutti       |
| Pabst Racing                  | 20 | Jace Denmark         | Tutti       |
| TJ Speed Motorsports          | 10 | Lirim Zendeli        | 1–6, 8–13   |
| TJ Speed Motorsports          | 32 | Christian Weir       | Tutti       |
| TJ Speed Motorsports          | 32 | Nicholas Monteiro    | 16–18       |
| TJ Speed Motorsports          | 55 | Francesco Pizzi      | Tutti       |
| Turn 3 Motorsport             | 1  | Michael d'Orlando    | Tutti       |
| Turn 3 Motorsport             | 2  | Jonathan Browne      | Tutti       |
| Turn 3 Motorsport             | 3  | Christian Brooks     | 1-2         |
| Turn 3 Motorsport             | 3  | Louka St-Jean        | 8-13        |
| Turn 3 Motorsport             | 44 | Christian Brooks     | 12-13       |
| Turn 3 Motorsport             | 47 | Jackson Lee          | 1–11, 14–18 |
| Velocity Racing Development   | 17 | Nikita Johnson       | 14-18       |

## Calendario e Risultati
| Gara | Tracciato               | Pole position       | Giro veloce       | Più giri in testa | Vincitori         | Vincitori                     | Note   |
| Gara | Tracciato               | Pole position       | Giro veloce       | Più giri in testa | Piloti            | Team                          | Note   |
| ---- | ----------------------- | ------------------- | ----------------- | ----------------- | ----------------- | ----------------------------- | ------ |
| 1    | St. Petersburg          | Christian Brooks    | Francesco Pizzi   | Christian Brooks  | Christian Brooks  | Turn 3 Motorsport             | [ 16 ] |
| 2    | St. Petersburg          | Francesco Pizzi     | Joel Granfors     | Myles Rowe        | Myles Rowe        | Pabst Racing con Force Indy   | [ 17 ] |
| 3    | Sebring                 | Jace Denmark        | Jace Denmark      | Myles Rowe        | Myles Rowe        | Pabst Racing con Force Indy   | [ 18 ] |
| 4    | Sebring                 | Michael d'Orlando   | Myles Rowe        | Myles Rowe        | Myles Rowe        | Pabst Racing con Force Indy   | [ 18 ] |
| 5    | Indianapolis            | Kiko Porto          | Myles Rowe        | Kiko Porto        | Ricardo Escotto   | Jay Howard Driver Development | [ 19 ] |
| 6    | Indianapolis            | Myles Rowe          | Myles Rowe        | Joel Granfors     | Joel Granfors     | Exclusive Autosport           | [ 19 ] |
| 7    | Lucas Oil               | Jack William Miller | Salvador de Alba  | Salvador de Alba  | Salvador de Alba  | Exclusive Autosport           | [ 19 ] |
| 8    | Road America            | Michael d'Orlando   | Michael d'Orlando | Diversi piloti    | Michael d'Orlando | Turn 3 Motorsport             | [ 20 ] |
| 9    | Road America            | Christian Weir      | Francesco Pizzi   | Lirim Zendeli     | Lirim Zendeli     | TJ Speed Motorsports          | [ 20 ] |
| 10   | Mid-Ohio                | Michael d'Orlando   | Salvador de Alba  | Michael d'Orlando | Michael d'Orlando | Turn 3 Motorsport             | [ 21 ] |
| 11   | Mid-Ohio                | Myles Rowe          | Kiko Porto        | Myles Rowe        | Myles Rowe        | Pabst Racing con Force Indy   | [ 21 ] |
| 12   | Exhibition Place        | Myles Rowe          | Ricardo Escotto   | Myles Rowe        | Michael d'Orlando | Turn 3 Motorsport             | [ 22 ] |
| 13   | Exhibition Place        | Myles Rowe          | Jordan Missig     | Myles Rowe        | Myles Rowe        | Pabst Racing con Force Indy   | [ 23 ] |
| 14   | Circuito delle Americhe | Mac Clark           | Mac Clark         | Kiko Porto        | Kiko Porto        | DEForce Racing                | [ 24 ] |
| 15   | Circuito delle Americhe | Kiko Porto          | Mac Clark         | Nikita Johnson    | Nikita Johnson    | Velocity Racing Development   | [ 24 ] |
| 16   | Portland                | Michael d'Orlando   | Lirim Zendeli     | Kiko Porto        | Kiko Porto        | DEForce Racing                | [ 25 ] |
| 17   | Portland                | Michael d'Orlando   | Nikita Johnson    | Michael d'Orlando | Michael d'Orlando | Turn 3 Motorsport             | [ 25 ] |
| 18   | Portland                | Michael d'Orlando   | Nikita Johnson    | Nikita Johnson    | Nikita Johnson    | Velocity Racing Development   | [ 25 ] |

## Classifiche

### Classifica Piloti
Sistema punti
| Posizione | 1º | 2º | 3º | 4º | 5º | 6º | 7º | 8º | 9º | 10º | 11º | 12º | 13º | 14º | 15º | 16º | 17º | 18º | 19º | 20º |
| Punti     | 30 | 25 | 22 | 19 | 17 | 15 | 14 | 13 | 12 | 11  | 10  | 9   | 8   | 7   | 6   | 5   | 4   | 3   | 2   | 1   |
| Punti (O) | 45 | 38 | 33 | 29 | 26 | 23 | 21 | 20 | 18 | 17  | 15  | 14  | 12  | 11  | 9   | 8   | 6   | 5   | 3   | 2   |

- Un punto addizionale a chi ottiene la Pole position
- Un punto addizionale a chi ottiene più giri in testa durante la gara
- Un punto addizionale a chi ottiene il giro veloce in gara

| Pos | Pilota               | STP | STP | SEB | SEB | IMS | IMS | IRP | ROA | ROA | MOH | MOH | TOR | TOR | COA | COA | POR | POR | POR | Punti |
| --- | -------------------- | --- | --- | --- | --- | --- | --- | --- | --- | --- | --- | --- | --- | --- | --- | --- | --- | --- | --- | ----- |
| 1   | Myles Rowe R         | 3   | 1*  | 1*  | 1*  | 18  | 5   | 5   | 2   | 4   | 11  | 1*  | 7*  | 1*  | 4   | 6   | 2   | 3   | 10  | 391   |
| 2   | Kiko Porto           | 2   | 2   | 19  | 3   | 7*  | 11  | 10  | 5   | 2   | 19  | 2   | 5   | 7   | 1*  | 2   | 1*  | 5   | 17  | 326   |
| 3   | Salvador de Alba     | 7   | 17  | 7   | 16  | 6   | 2   | 1*  | 14  | 10  | 10  | 4   | 2   | 5   | 8   | 5   | 6   | 11  | 2   | 291   |
| 4   | Michael d'Orlando R  | 18  | 11  | 16  | 11  | 3   | 14  | 6   | 1   | 20  | 1*  | 3   | 1   | 14  | 17  | 7   | 9   | 1*  | 5   | 288   |
| 5   | Lirim Zendeli R      | 16  | 4   | 6   | 2   | 14  | 10  |     | 19  | 1*  | 6   | 10  | 3   | 2   | 5   | 4   | 11  | 4   | 18  | 259   |
| 6   | Francesco Pizzi R    | 4   | 5   | 3   | 7   | 11  | 7   | 4   | 6   | 5   | 15  | 17  | 6   | 6   | 16  | 9   | 7   | 10  | 6   | 259   |
| 7   | Jace Denmark R       | 5   | 3   | 4   | 17  | 16  | 3   | 18  | 7   | 7   | 2   | 5   | 9   | 16  | 18  | 8   | 4   | 6   | 4   | 252   |
| 8   | Jonathan Browne      | 10  | 12  | 12  | 8   | 4   | 4   | 7   | 4   | 3   | 17  | 15  | 15  | 10  | 10  | 13  | 13  | 9   | 3   | 230   |
| 9   | Jack William Miller  | 14  | 9   | 11  | 6   | 5   | 15  | 3   | 16  | 11  | 3   | 12  | 18  | 13  | 7   | 10  | 12  | 8   | 14  | 212   |
| 10  | Joel Granfors R      | 9   | 8   | 2   | 9   | 20  | 1*  | 2   | 15  | 6   | 4   | 9   | 4   | 19  |     |     |     |     |     | 206   |
| 11  | Jordan Missig        | 20  | 7   | 5   | 19  | 19  | 8   | 8   | 3   | 17  | 20  | 18  | 10  | 3   | 19  | 12  | 8   | 13  | 7   | 179   |
| 12  | Bijoy Garg           | 12  | 14  | 14  | 12  | 17  | 13  | 14  | 18  | 19  | 5   | 8   | 17  | 9   |     |     | 3   | 7   | 13  | 154   |
| 13  | Ricardo Escotto R    | 15  | 18  | 18  | 10  | 1   | 17  | 15  | 11  | 9   | 9   | 11  | 13  | 15  | 6   | 18  | 16  | 19  | 16  | 153   |
| 14  | Reece Ushijima R     | 6   | 19  | 8   | 4   | 2   | 9   | 11  | 13  | 8   | 18  | 6   |     |     |     |     |     |     |     | 140   |
| 15  | Yuven Sundaramoorthy | 8   | 20  | 9   | 14  | 9   | 12  | 9   | 10  | 13  | 13  | 13  | 14  | 8   |     |     |     |     |     | 121   |
| 16  | Christian Weir R     | 17  | 10  | 10  | 13  | 8   | 6   | 17  | 9   | 15  | 8   | 14  | 12  | 17  |     |     |     |     |     | 119   |
| 17  | Nikita Johnson R     |     |     |     |     |     |     |     |     |     |     |     |     |     | 3   | 1*  | 14  | 2   | 1*  | 118   |
| 18  | Lindsay Brewer       | 13  | 16  | 15  | 18  | 12  | 19  | 16  | 12  | 14  | 16  | 19  | 16  | 12  | 14  | 19  | 18  | 15  | 11  | 108   |
| 19  | Nicholas Monteiro R  | 19  | 13  | 17  | 15  | 15  | 16  | 13  | 20  | 12  | 12  | 16  | 11  | 11  | 15  | 16  | 19  | 18  | 19  | 106   |
| 20  | Louka St-Jean R      |     |     |     |     |     |     |     | 8   | 16  | 7   | 7   | 19  | 18  | 13  | 15  | 5   | 14  | 8   | 101   |
| 21  | Jackson Lee R        | 11  | 15  | 13  | 5   | 10  | 18  | 12  | 17  | 18  | 14  | 20  |     |     |     |     |     |     |     | 84    |
| 22  | Christian Brooks R   | 1*  | 6   |     |     |     |     |     |     |     |     |     | 8   | 4   |     |     |     |     |     | 79    |
| 23  | Mac Clark R          |     |     |     |     |     |     |     |     |     |     |     |     |     | 2   | 3   |     |     |     | 50    |
| 24  | Avery Towns R        |     |     |     |     |     |     |     |     |     |     |     |     |     | 12  | 17  | 10  | 16  | 12  | 39    |
| 25  | Frankie Mossman R    |     |     |     |     |     |     |     |     |     |     |     |     |     | 9   | 11  | 17  | 17  | 15  | 37    |
| 26  | Danny Dyszelski R    |     |     |     |     |     |     |     |     |     |     |     |     |     |     |     | 15  | 12  | 9   | 27    |
| 27  | Jorge Garciarce R    |     |     |     |     |     |     |     |     |     |     |     |     |     | 11  | 14  |     |     |     | 17    |
| 28  | Charles Finelli      |     |     |     |     | 13  | 20  |     | 21  | 21  |     |     |     |     |     |     |     |     |     | 12    |
| Pos | Pilota               | STP | STP | SEB | SEB | IMS | IMS | IRP | ROA | ROA | MOH | MOH | TOR | TOR | COA | COA | POR | POR | POR | Punti |